# 고다이라 나오
고다이라 나오(일본어: 小平 奈緒, こだいら なお, 1986년 5월 26일~)는 일본의 스피드스케이팅 선수이다.
밴쿠버에서 열린 2010년 동계 올림픽에서는 팀 추월에서 은메달을 획득했다. 또한 500m, 1000m, 1500m 경기에서 5위를 기록했다. 2015년 세계 종목별 선수권 대회에서는 동메달을 수상했다. 2014년 11월 21일, 서울에서 개최한 ISU 스피드스케이팅 2차 월드컵에서 500m 종목 1차 레이스 우승을 차지한 고다이라 나오는 월드컵에서 총 25번 3위 내 입성에 성공했다.
고다이라 나오는 1000m 종목에서 세계 신기록을 보유하고 있으며, 스프린트와 500m 종목에서 일본 최고 기록을 보유하고 있다.
2017년, 개인 싱글 세계 기록을 보유한 최초의 일본인이 되었다.
소치에서 열린 2014년 동계 올림픽 여자 500m에서 5위를 기록한 직후 2014년 4월 스피드스케이팅 강국 네덜란드 유학을 결정했다. 고다이라는 이를 자신의 선수 인생의 전환점이었다고 인정했다. 네덜란드에서 마리아너 티머르 코치는 고다이라에게 ‘성난 고양이가 상대를 위협할 때처럼 등을 세우고 달리는’ 방식을 권했다. 새로운 동작을 익힌 고다이라는 경기마다 승승장구하며 ‘성난 고양이’로 자리잡았다.
2018년 평창 동계 올림픽에서는 1000m에서 1분 13초 82로 은메달을 수상했다. 네덜란드의 요린 테르 모르스에 0.26초 뒤졌다. 이어 500m에서 36초 94로 이전 올림픽에서 이상화가 세운 올림픽 신기록을 갱신하며 금메달을 수상했다. 이로서 일본 여자 빙속 최초 금메달이자 일본의 최고령 금메달리스트가 되었다. 올림픽 신기록을 세운 직후 울러퍼진 일본 관중의 함성에 바로 다음 조에 경기가 있을 이상화를 배려해 조용히 해달라는 제스처를 취한 것으로 화제가 됐다.

## 기록

### 개인 기록
| 종목  | 기록        | 날짜         | 장소                                  | 기타 |
| ----- | ----------- | ------------ | ------------------------------------- | ---- |
| 500m  | 36초 39     | 2017. 12. 08 | 캐나다 캘거리                         |      |
| 1000m | 1분 11초 17 | 2017. 12. 10 | 미국 솔트레이크시티(유타 올림픽 오벌) |      |
| 1500m | 1분 55초 40 | 2011. 02. 19 | 미국 솔트레이크시티(유타 올림픽 오벌) |      |
| 3000m | 4분 21초 53 | 2010. 10. 22 | 일본 나가노(M-웨이브)                 |      |